# Vorstengraf (Rhenen)

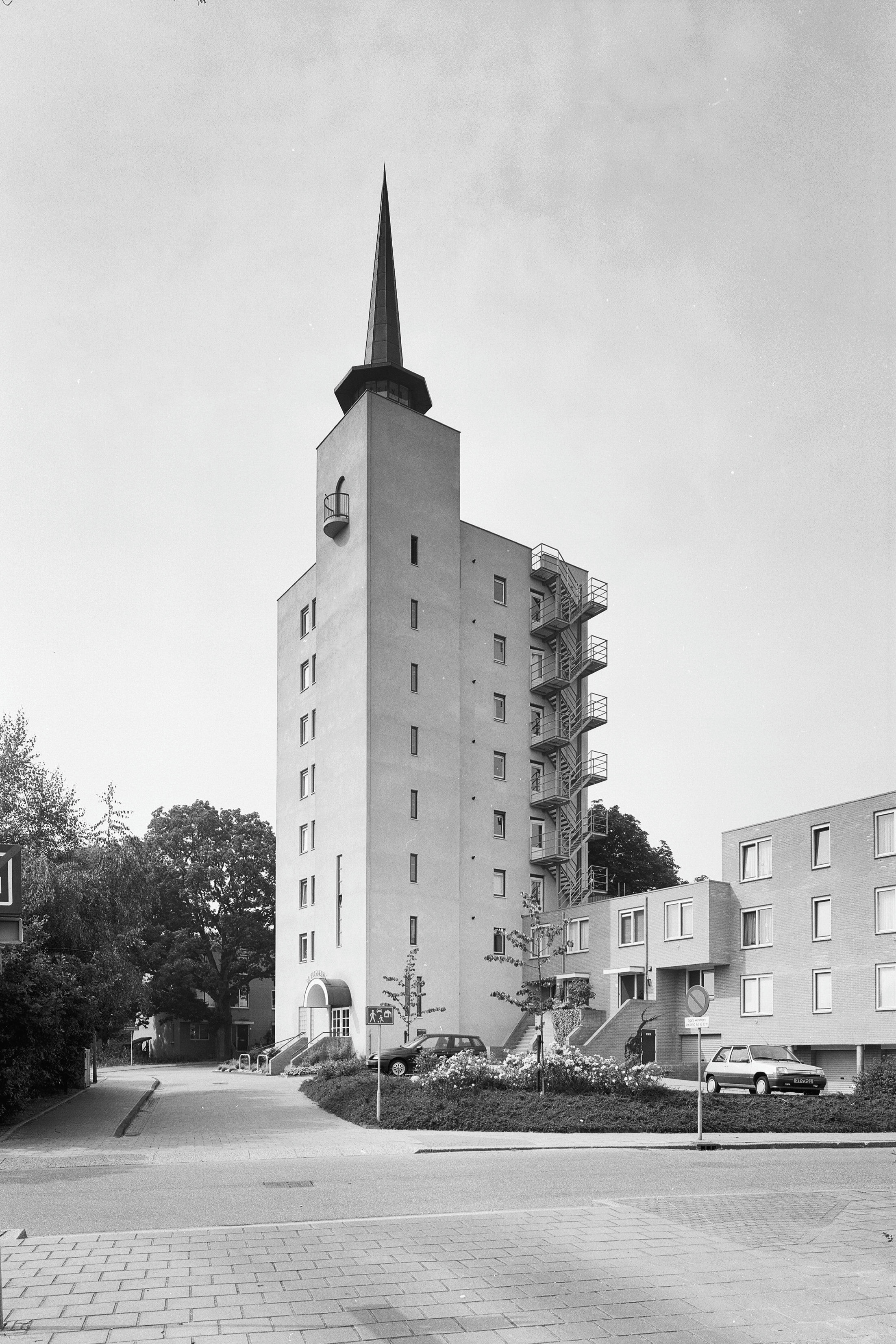
Het vorstengraf is gevonden bij de voormalige watertoren in Rhenen

Het vorstengraf van Rhenen is het restant van een grafheuvel uit de vroege Nederlandse ijzertijd (7e eeuw v.Chr..
In 1993 werd in Rhenen een "vorstengraf" ontdekt bij de verbouwing van de voormalige watertoren op de Koerheuvel, het hoogste punt (51 m) van de meest zuidelijke uitloper van de Utrechtse Heuvelrug. 
Onder een kastanjeboom werden een bronzen kokerbijl en bronzen fragmenten gevonden. Na reconstructie bleken deze fragmenten de restanten te zijn van een situla, een bronzen emmer. Onderzoek wees uit dat enkele vondsten op dezelfde plek in 1938 ook bij dit vorstengraf moeten worden gerekend.
In de grafkuil werden crematieresten aangetroffen en grafgiften. Behalve de situla en de bijl zijn gespen, ringen, enkele kleinere stukjes brons en drie aspennen gevonden. De situla is 44,6 cm hoog en daarmee de op een na grootste bronzen emmer die is gevonden in het gebied van de Nederrijn. Deze als urn gebruikte zeer kostbare emmer is hoogstwaarschijnlijk afkomstig uit Zuid-Duitsland en geeft aan dat het een graf is van een voornaam en rijk persoon. De kokerbijl en de onderdelen van een wagen en van paardentuig geven aan dat het een man zal zijn geweest.